# 1012
Portal Geschichte | Portal Biografien | Aktuelle Ereignisse | Jahreskalender | Tagesartikel

◄ |
10. Jahrhundert |
11. Jahrhundert
| 12. Jahrhundert | ►

◄ |
980er |
990er |
1000er |
1010er
| 1020er | 1030er | 1040er | ►

◄◄ |
◄ |
1008 |
1009 |
1010 |
1011 |
1012
| 1013 | 1014 | 1015 | 1016 | ► | ►►
Staatsoberhäupter  · Nekrolog
| Januar | Januar | Januar | Januar | Januar | Januar | Januar | Januar |
| Kw     | Mo     | Di     | Mi     | Do     | Fr     | Sa     | So     |
| ------ | ------ | ------ | ------ | ------ | ------ | ------ | ------ |
| 1      |        | 1      | 2      | 3      | 4      | 5      | 6      |
| 2      | 7      | 8      | 9      | 10     | 11     | 12     | 13     |
| 3      | 14     | 15     | 16     | 17     | 18     | 19     | 20     |
| 4      | 21     | 22     | 23     | 24     | 25     | 26     | 27     |
| 5      | 28     | 29     | 30     | 31     |        |        |        |

| Februar | Februar | Februar | Februar | Februar | Februar | Februar | Februar |
| Kw      | Mo      | Di      | Mi      | Do      | Fr      | Sa      | So      |
| ------- | ------- | ------- | ------- | ------- | ------- | ------- | ------- |
| 5       |         |         |         |         | 1       | 2       | 3       |
| 6       | 4       | 5       | 6       | 7       | 8       | 9       | 10      |
| 7       | 11      | 12      | 13      | 14      | 15      | 16      | 17      |
| 8       | 18      | 19      | 20      | 21      | 22      | 23      | 24      |
| 9       | 25      | 26      | 27      | 28      | 29      |         |         |

| März | März | März | März | März | März | März | März |
| Kw   | Mo   | Di   | Mi   | Do   | Fr   | Sa   | So   |
| ---- | ---- | ---- | ---- | ---- | ---- | ---- | ---- |
| 9    |      |      |      |      |      | 1    | 2    |
| 10   | 3    | 4    | 5    | 6    | 7    | 8    | 9    |
| 11   | 10   | 11   | 12   | 13   | 14   | 15   | 16   |
| 12   | 17   | 18   | 19   | 20   | 21   | 22   | 23   |
| 13   | 24   | 25   | 26   | 27   | 28   | 29   | 30   |
| 14   | 31   |      |      |      |      |      |      |

| April | April | April | April | April | April | April | April |
| Kw    | Mo    | Di    | Mi    | Do    | Fr    | Sa    | So    |
| ----- | ----- | ----- | ----- | ----- | ----- | ----- | ----- |
| 14    |       | 1     | 2     | 3     | 4     | 5     | 6     |
| 15    | 7     | 8     | 9     | 10    | 11    | 12    | 13    |
| 16    | 14    | 15    | 16    | 17    | 18    | 19    | 20    |
| 17    | 21    | 22    | 23    | 24    | 25    | 26    | 27    |
| 18    | 28    | 29    | 30    |       |       |       |       |

| Mai | Mai | Mai | Mai | Mai | Mai | Mai | Mai |
| Kw  | Mo  | Di  | Mi  | Do  | Fr  | Sa  | So  |
| --- | --- | --- | --- | --- | --- | --- | --- |
| 18  |     |     |     | 1   | 2   | 3   | 4   |
| 19  | 5   | 6   | 7   | 8   | 9   | 10  | 11  |
| 20  | 12  | 13  | 14  | 15  | 16  | 17  | 18  |
| 21  | 19  | 20  | 21  | 22  | 23  | 24  | 25  |
| 22  | 26  | 27  | 28  | 29  | 30  | 31  |     |

| Juni | Juni | Juni | Juni | Juni | Juni | Juni | Juni |
| Kw   | Mo   | Di   | Mi   | Do   | Fr   | Sa   | So   |
| ---- | ---- | ---- | ---- | ---- | ---- | ---- | ---- |
| 22   |      |      |      |      |      |      | 1    |
| 23   | 2    | 3    | 4    | 5    | 6    | 7    | 8    |
| 24   | 9    | 10   | 11   | 12   | 13   | 14   | 15   |
| 25   | 16   | 17   | 18   | 19   | 20   | 21   | 22   |
| 26   | 23   | 24   | 25   | 26   | 27   | 28   | 29   |
| 27   | 30   |      |      |      |      |      |      |

| Juli | Juli | Juli | Juli | Juli | Juli | Juli | Juli |
| Kw   | Mo   | Di   | Mi   | Do   | Fr   | Sa   | So   |
| ---- | ---- | ---- | ---- | ---- | ---- | ---- | ---- |
| 27   |      | 1    | 2    | 3    | 4    | 5    | 6    |
| 28   | 7    | 8    | 9    | 10   | 11   | 12   | 13   |
| 29   | 14   | 15   | 16   | 17   | 18   | 19   | 20   |
| 30   | 21   | 22   | 23   | 24   | 25   | 26   | 27   |
| 31   | 28   | 29   | 30   | 31   |      |      |      |

| August | August | August | August | August | August | August | August |
| Kw     | Mo     | Di     | Mi     | Do     | Fr     | Sa     | So     |
| ------ | ------ | ------ | ------ | ------ | ------ | ------ | ------ |
| 31     |        |        |        |        | 1      | 2      | 3      |
| 32     | 4      | 5      | 6      | 7      | 8      | 9      | 10     |
| 33     | 11     | 12     | 13     | 14     | 15     | 16     | 17     |
| 34     | 18     | 19     | 20     | 21     | 22     | 23     | 24     |
| 35     | 25     | 26     | 27     | 28     | 29     | 30     | 31     |

| September | September | September | September | September | September | September | September |
| Kw        | Mo        | Di        | Mi        | Do        | Fr        | Sa        | So        |
| --------- | --------- | --------- | --------- | --------- | --------- | --------- | --------- |
| 36        | 1         | 2         | 3         | 4         | 5         | 6         | 7         |
| 37        | 8         | 9         | 10        | 11        | 12        | 13        | 14        |
| 38        | 15        | 16        | 17        | 18        | 19        | 20        | 21        |
| 39        | 22        | 23        | 24        | 25        | 26        | 27        | 28        |
| 40        | 29        | 30        |           |           |           |           |           |

| Oktober | Oktober | Oktober | Oktober | Oktober | Oktober | Oktober | Oktober |
| Kw      | Mo      | Di      | Mi      | Do      | Fr      | Sa      | So      |
| ------- | ------- | ------- | ------- | ------- | ------- | ------- | ------- |
| 40      |         |         | 1       | 2       | 3       | 4       | 5       |
| 41      | 6       | 7       | 8       | 9       | 10      | 11      | 12      |
| 42      | 13      | 14      | 15      | 16      | 17      | 18      | 19      |
| 43      | 20      | 21      | 22      | 23      | 24      | 25      | 26      |
| 44      | 27      | 28      | 29      | 30      | 31      |         |         |

| November | November | November | November | November | November | November | November |
| Kw       | Mo       | Di       | Mi       | Do       | Fr       | Sa       | So       |
| -------- | -------- | -------- | -------- | -------- | -------- | -------- | -------- |
| 44       |          |          |          |          |          | 1        | 2        |
| 45       | 3        | 4        | 5        | 6        | 7        | 8        | 9        |
| 46       | 10       | 11       | 12       | 13       | 14       | 15       | 16       |
| 47       | 17       | 18       | 19       | 20       | 21       | 22       | 23       |
| 48       | 24       | 25       | 26       | 27       | 28       | 29       | 30       |

| Dezember | Dezember | Dezember | Dezember | Dezember | Dezember | Dezember | Dezember |
| Kw       | Mo       | Di       | Mi       | Do       | Fr       | Sa       | So       |
| -------- | -------- | -------- | -------- | -------- | -------- | -------- | -------- |
| 49       | 1        | 2        | 3        | 4        | 5        | 6        | 7        |
| 50       | 8        | 9        | 10       | 11       | 12       | 13       | 14       |
| 51       | 15       | 16       | 17       | 18       | 19       | 20       | 21       |
| 52       | 22       | 23       | 24       | 25       | 26       | 27       | 28       |
| 1        | 29       | 30       | 31       |          |          |          |          |

| Januar | Januar | Januar | Januar | Januar | Januar | Januar | Januar |
| Kw     | Mo     | Di     | Mi     | Do     | Fr     | Sa     | So     |
| ------ | ------ | ------ | ------ | ------ | ------ | ------ | ------ |
| 1      |        | 1      | 2      | 3      | 4      | 5      | 6      |
| 2      | 7      | 8      | 9      | 10     | 11     | 12     | 13     |
| 3      | 14     | 15     | 16     | 17     | 18     | 19     | 20     |
| 4      | 21     | 22     | 23     | 24     | 25     | 26     | 27     |
| 5      | 28     | 29     | 30     | 31     |        |        |        |

| Februar | Februar | Februar | Februar | Februar | Februar | Februar | Februar |
| Kw      | Mo      | Di      | Mi      | Do      | Fr      | Sa      | So      |
| ------- | ------- | ------- | ------- | ------- | ------- | ------- | ------- |
| 5       |         |         |         |         | 1       | 2       | 3       |
| 6       | 4       | 5       | 6       | 7       | 8       | 9       | 10      |
| 7       | 11      | 12      | 13      | 14      | 15      | 16      | 17      |
| 8       | 18      | 19      | 20      | 21      | 22      | 23      | 24      |
| 9       | 25      | 26      | 27      | 28      | 29      |         |         |

| März | März | März | März | März | März | März | März |
| Kw   | Mo   | Di   | Mi   | Do   | Fr   | Sa   | So   |
| ---- | ---- | ---- | ---- | ---- | ---- | ---- | ---- |
| 9    |      |      |      |      |      | 1    | 2    |
| 10   | 3    | 4    | 5    | 6    | 7    | 8    | 9    |
| 11   | 10   | 11   | 12   | 13   | 14   | 15   | 16   |
| 12   | 17   | 18   | 19   | 20   | 21   | 22   | 23   |
| 13   | 24   | 25   | 26   | 27   | 28   | 29   | 30   |
| 14   | 31   |      |      |      |      |      |      |

| April | April | April | April | April | April | April | April |
| Kw    | Mo    | Di    | Mi    | Do    | Fr    | Sa    | So    |
| ----- | ----- | ----- | ----- | ----- | ----- | ----- | ----- |
| 14    |       | 1     | 2     | 3     | 4     | 5     | 6     |
| 15    | 7     | 8     | 9     | 10    | 11    | 12    | 13    |
| 16    | 14    | 15    | 16    | 17    | 18    | 19    | 20    |
| 17    | 21    | 22    | 23    | 24    | 25    | 26    | 27    |
| 18    | 28    | 29    | 30    |       |       |       |       |

| Mai | Mai | Mai | Mai | Mai | Mai | Mai | Mai |
| Kw  | Mo  | Di  | Mi  | Do  | Fr  | Sa  | So  |
| --- | --- | --- | --- | --- | --- | --- | --- |
| 18  |     |     |     | 1   | 2   | 3   | 4   |
| 19  | 5   | 6   | 7   | 8   | 9   | 10  | 11  |
| 20  | 12  | 13  | 14  | 15  | 16  | 17  | 18  |
| 21  | 19  | 20  | 21  | 22  | 23  | 24  | 25  |
| 22  | 26  | 27  | 28  | 29  | 30  | 31  |     |

| Juni | Juni | Juni | Juni | Juni | Juni | Juni | Juni |
| Kw   | Mo   | Di   | Mi   | Do   | Fr   | Sa   | So   |
| ---- | ---- | ---- | ---- | ---- | ---- | ---- | ---- |
| 22   |      |      |      |      |      |      | 1    |
| 23   | 2    | 3    | 4    | 5    | 6    | 7    | 8    |
| 24   | 9    | 10   | 11   | 12   | 13   | 14   | 15   |
| 25   | 16   | 17   | 18   | 19   | 20   | 21   | 22   |
| 26   | 23   | 24   | 25   | 26   | 27   | 28   | 29   |
| 27   | 30   |      |      |      |      |      |      |

| Juli | Juli | Juli | Juli | Juli | Juli | Juli | Juli |
| Kw   | Mo   | Di   | Mi   | Do   | Fr   | Sa   | So   |
| ---- | ---- | ---- | ---- | ---- | ---- | ---- | ---- |
| 27   |      | 1    | 2    | 3    | 4    | 5    | 6    |
| 28   | 7    | 8    | 9    | 10   | 11   | 12   | 13   |
| 29   | 14   | 15   | 16   | 17   | 18   | 19   | 20   |
| 30   | 21   | 22   | 23   | 24   | 25   | 26   | 27   |
| 31   | 28   | 29   | 30   | 31   |      |      |      |

| August | August | August | August | August | August | August | August |
| Kw     | Mo     | Di     | Mi     | Do     | Fr     | Sa     | So     |
| ------ | ------ | ------ | ------ | ------ | ------ | ------ | ------ |
| 31     |        |        |        |        | 1      | 2      | 3      |
| 32     | 4      | 5      | 6      | 7      | 8      | 9      | 10     |
| 33     | 11     | 12     | 13     | 14     | 15     | 16     | 17     |
| 34     | 18     | 19     | 20     | 21     | 22     | 23     | 24     |
| 35     | 25     | 26     | 27     | 28     | 29     | 30     | 31     |

| September | September | September | September | September | September | September | September |
| Kw        | Mo        | Di        | Mi        | Do        | Fr        | Sa        | So        |
| --------- | --------- | --------- | --------- | --------- | --------- | --------- | --------- |
| 36        | 1         | 2         | 3         | 4         | 5         | 6         | 7         |
| 37        | 8         | 9         | 10        | 11        | 12        | 13        | 14        |
| 38        | 15        | 16        | 17        | 18        | 19        | 20        | 21        |
| 39        | 22        | 23        | 24        | 25        | 26        | 27        | 28        |
| 40        | 29        | 30        |           |           |           |           |           |

| Oktober | Oktober | Oktober | Oktober | Oktober | Oktober | Oktober | Oktober |
| Kw      | Mo      | Di      | Mi      | Do      | Fr      | Sa      | So      |
| ------- | ------- | ------- | ------- | ------- | ------- | ------- | ------- |
| 40      |         |         | 1       | 2       | 3       | 4       | 5       |
| 41      | 6       | 7       | 8       | 9       | 10      | 11      | 12      |
| 42      | 13      | 14      | 15      | 16      | 17      | 18      | 19      |
| 43      | 20      | 21      | 22      | 23      | 24      | 25      | 26      |
| 44      | 27      | 28      | 29      | 30      | 31      |         |         |

| November | November | November | November | November | November | November | November |
| Kw       | Mo       | Di       | Mi       | Do       | Fr       | Sa       | So       |
| -------- | -------- | -------- | -------- | -------- | -------- | -------- | -------- |
| 44       |          |          |          |          |          | 1        | 2        |
| 45       | 3        | 4        | 5        | 6        | 7        | 8        | 9        |
| 46       | 10       | 11       | 12       | 13       | 14       | 15       | 16       |
| 47       | 17       | 18       | 19       | 20       | 21       | 22       | 23       |
| 48       | 24       | 25       | 26       | 27       | 28       | 29       | 30       |

| Dezember | Dezember | Dezember | Dezember | Dezember | Dezember | Dezember | Dezember |
| Kw       | Mo       | Di       | Mi       | Do       | Fr       | Sa       | So       |
| -------- | -------- | -------- | -------- | -------- | -------- | -------- | -------- |
| 49       | 1        | 2        | 3        | 4        | 5        | 6        | 7        |
| 50       | 8        | 9        | 10       | 11       | 12       | 13       | 14       |
| 51       | 15       | 16       | 17       | 18       | 19       | 20       | 21       |
| 52       | 22       | 23       | 24       | 25       | 26       | 27       | 28       |
| 1        | 29       | 30       | 31       |          |          |          |          |

## Ereignisse

### Politik und Weltgeschehen

#### Ostfränkisch-deutsches Reich
- 1. April: Mit dem Tod des minderjährigen Hermann III. stirbt das Geschlecht der älteren Konradiner im Mannesstamm aus. Der Babenberger Ernst I. erhält das damit vakante Herzogtum Schwaben von König Heinrich II. zum Lehen.
- Oldřich aus dem Geschlecht der Přemysliden stürzt im Einvernehmen mit König Heinrich II. seinen Bruder Jaromír und wird dadurch Herzog von Böhmen. Er akzeptiert zunächst den römisch-deutschen König als Lehnsherrn über Böhmen. Jaromír muss nach Polen zu Bolesław Chrobry fliehen, der wenige Jahre zuvor selbst Anspruch auf den böhmischen Thron erhoben hat.

#### Königreich Frankreich
- Da ihr Vater Raimund I. Roger bereits im Vorjahr verstorben ist, treten seine Söhne Peter Raimund und Wilhelm Raimund gemeinsam das Erbe ihres Großvaters Roger I. als Grafen von Carcassonne mit der gleichnamigen Hauptstadt an.
- Hugo IV., der Braune, wird Herr von Lusignan als Nachfolger seines verstorbenen Vaters Hugo III., des Weißen.
- Nach dem Tod von Fromond II. wird sein Sohn Rainald II. letzter Graf von Sens.

#### Britische Inseln
- Nach einer Zahlung von 48.000 Pfund Silber Danegeld durch den angelsächsischen König Æthelred ziehen die seit 1009 plündernd durch das Land ziehenden Dänen aus England ab.

#### Iberische Halbinsel
- Zāwī ibn Zīrī macht sich vom zunehmend geschwächten Kalifat von Córdoba unter Hischam II. unabhängig und gründet das Reich der Ziriden von Granada in al-Andalus.

#### Indien
- Rajendra I. wird Mitregent seines Vaters Rajaraja I. im Chola-Reich der Tamilen im südlichen Indien.

#### Urkundliche Ersterwähnungen

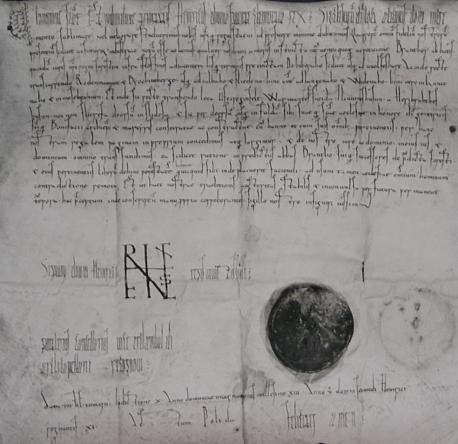
Die Ersterwähnungsurkunde vom 29. Dezember 1012

- 29. Dezember: In einer Urkunde, in dem König Heinrich II. dem Kloster Fulda den Forst Zundernhart schenkt, werden die Orte Ilbeshausen, Bermuthshain, Weidenau, Kalbach und Crainfeld als Grenzpunkte des geschenkten Gebiets erstmals erwähnt.
- Vielbrunn wird als Villebrunnen erstmals urkundlich erwähnt.

### Kultur

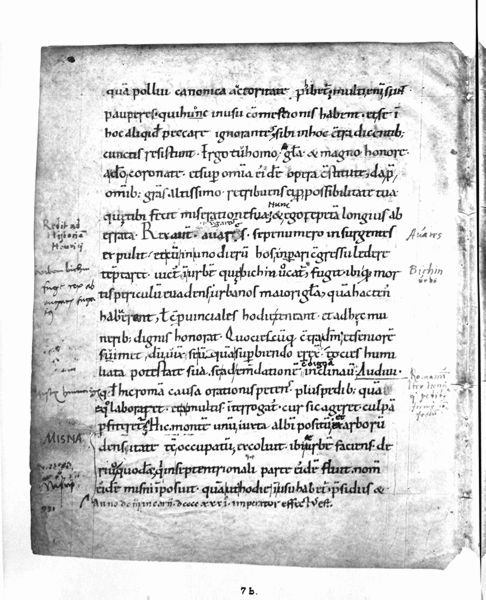
Seite aus Thietmars Chronik

Bischof Thietmar von Merseburg beginnt mit dem Verfassen einer Chronik, die bis zu seinem Tod 1018 acht Bücher umfassen wird. Mit seiner Chronik, die die Ereignisse der Jahre 908 bis 1018 umfasst, beabsichtigt er „die Geschichte der Stadt Merseburg“ (Merseburgensis series civitatis) und die „Lebenswege und Taten der frommen Könige Sachsens“ (Saxonie regum vitam moresque piorum) zu schildern.

### Gesellschaft
Graf Balduin IV. Schönbart von Flandern heiratet Otgiva von Luxemburg, eine Nichte von Kaiserin Kunigunde.

### Religion

#### Christentum

##### Die Papstwahl 1012
Nach dem Tod von Papst Sergius IV. am 12. Mai kommt Theophylakt II. von Tusculum am 20. oder 21. Mai als Laie auf den Stuhl Petri und nimmt als Papst den Namen Benedikt VIII. an. Unter dem Einfluss des römischen Patriziers Johannes II. Crescentius wird jedoch gleichzeitig Gregor VI. aus dem Haus der Crescentier zum Gegenpapst erhoben. Die Tuskulaner können sich jedoch letztendlich durchsetzen und Gregor im Sommer aus Rom vertreiben. Dieser versucht zu Weihnachten noch, die Anerkennung des deutschen Königs Heinrich II. zu erlangen, die dieser jedoch Benedikt zukommen lässt.

##### Weihe des Bamberger Doms

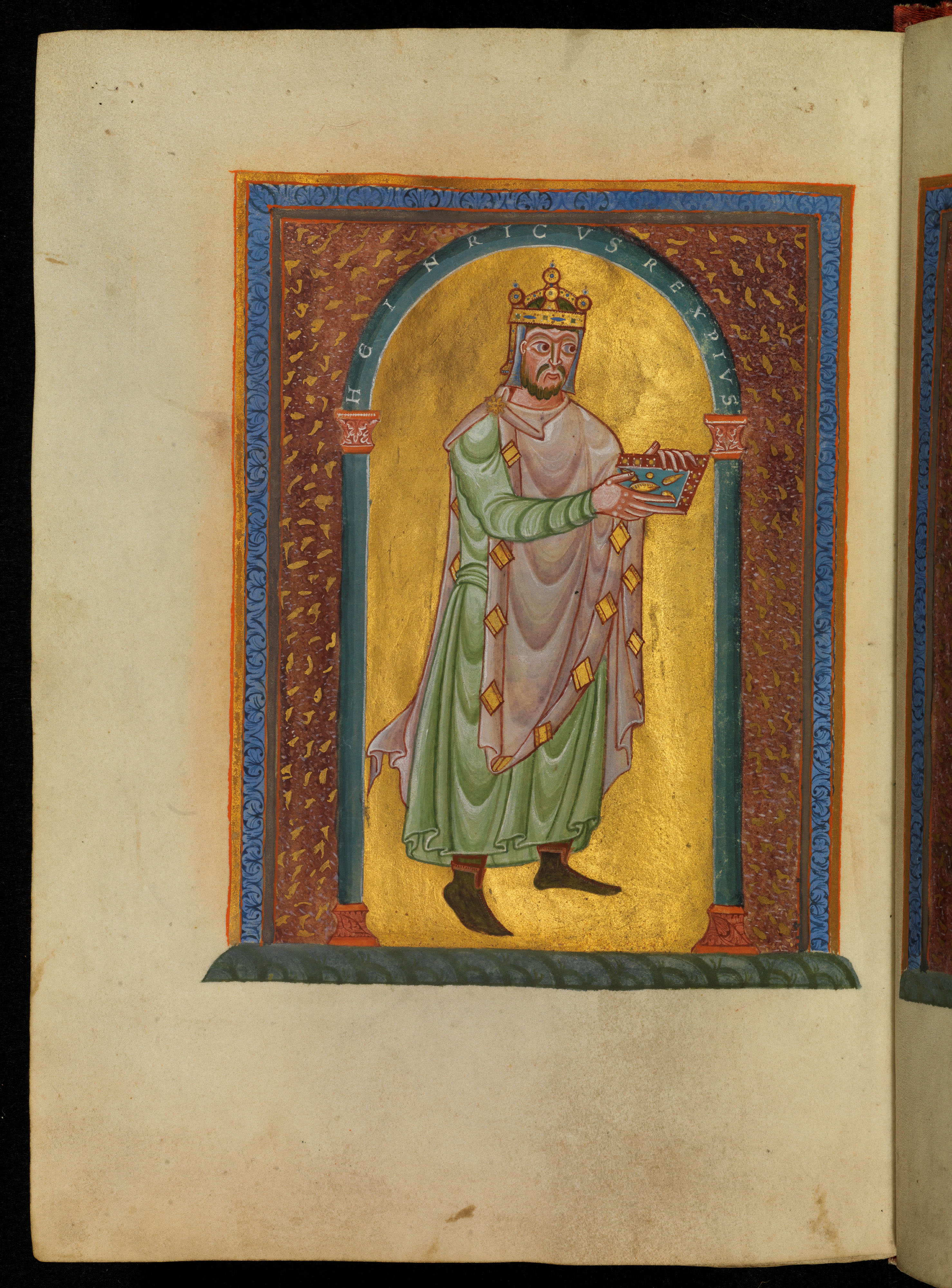
Darstellung Heinrichs II. im dem Bamberger Dom gestifteten Evangelistar aus Seeon

Am 6. Mai, dem Geburtstag des Stifters König Heinrichs II., erfolgt die Weihe des alten Bamberger Doms in Gegenwart von 45 Bischöfen und anderen Würdenträgern zu Ehren des Apostels Petrus, der Muttergottes Maria und des Heiligen Georg. Bei der Domweihe des erst vor wenigen Jahren neu gegründeten Bistums Bamberg sind – mit einer einzigen Ausnahme – alle Erzbischöfe des Heiligen Römischen Reichs anwesend. Bei keiner anderen Domweihe des Mittelalters sind vorher oder nachher je so viele Bischöfe anwesend.

##### Bischofserhebungen
Nach dem Tod von Tagino am 9. Juni wird Waltard Erzbischof von Magdeburg. Dieser betreibt eine sehr aktive Ostpolitik, stirbt jedoch bereits nach drei Monaten am 12. August. Sein Nachfolger wird am 22. September Gero von Magdeburg, nachdem sein von den Wahlberechtigten aufgestellter Gegenkandidat die königliche Bestätigung nicht erhalten hat. Das Pallium erhält er von Papst Benedikt im Oktober.
- 1011/1012: Nach dem Tod von Æthelric wird Æthelsige II. Bischof von Sherborne.

#### Buddhismus
Shang Nanang Dorje Wangchug gründet in Phenyül das der Kadam-Schule zugehörige tibetische Kloster Gyel Lhakhang.

## Geboren

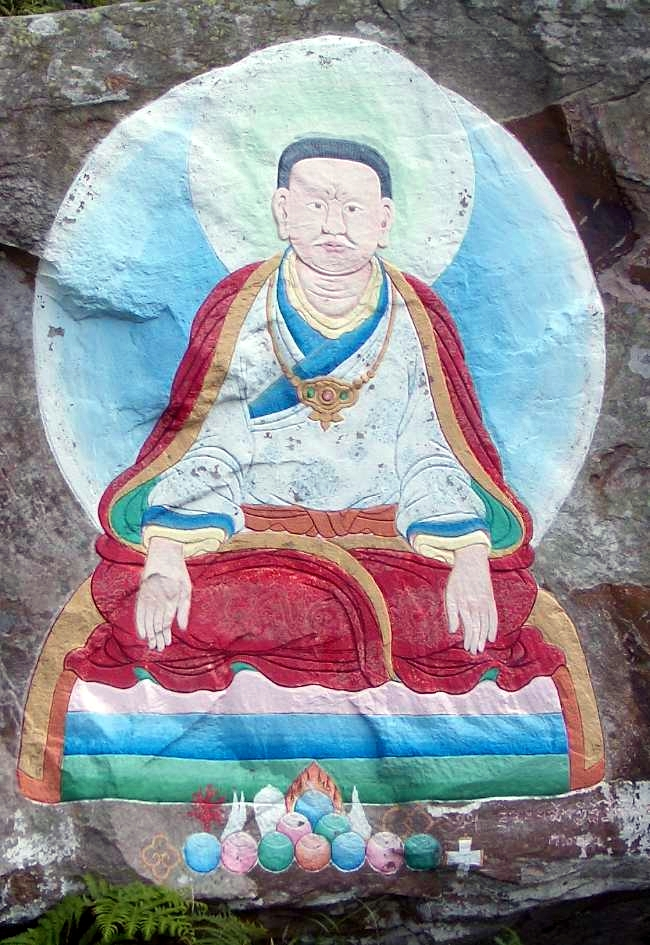
Marpa Lotsawa

- Marpa, Übersetzer und Vorvater der Kagyü-Schulrichtung des tibetischen Buddhismus († 1097)
- Rongsom Chökyi Sangpo, tibetischer Gelehrter († 1088)
- um 1012: Balduin V., Graf von Flandern († 1067)

## Gestorben

### Todesdatum gesichert
- 1. April: Hermann III., Herzog von Schwaben (* 995)
- 12. Mai: Sergius IV. (Pietro da Albano), Papst (* um 970)
- 18. Mai: Johannes II. Crescentius, römischer Patrizier
- 9. Juni: Tagino, Erzbischof von Magdeburg
- 9. Juni: Unger von Posen, Bischof von Posen (* 940er Jahre)

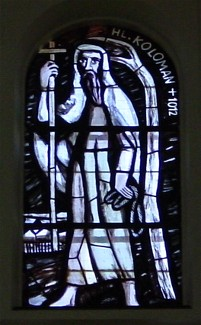
Koloman im Kirchenfenster der Pfarrkirche Liesing

- 17. Juli: Koloman, angeblich ein irischer Königssohn, der auf einer Pilgerreise bei Stockerau gefangen genommen und hingerichtet wurde, und in Österreich als Heiliger verehrt wird
- 12. August: Waltard, Erzbischof von Magdeburg (* um 960)
- 12. September: Guido von Anderlecht, flämischer Küster und Pilger; katholischer Heiliger

### Genaues Todesdatum unbekannt
- Arnulf II., Graf von Cambrai
- Fromond II., Graf von Sens
- Hugo III. von Lusignan, Herr von Lusignan
- Roger I., Graf von Carcassonne

### Gestorben um 1012
- 1011/1012: Æthelric, Bischof von Sherborne
- 1011/1012: Anna Porphyrogenneta, byzantinische Prinzessin, Großfürstin von Kiew als Ehefrau Wladimirs des Großen (* 963)
- Gaudentius von Gnesen, erster Erzbischof von Gnesen (* um 970)